# 霍赫武爾岑山
47°21′33″N 13°38′24″E / 47.35917°N 13.64000°E

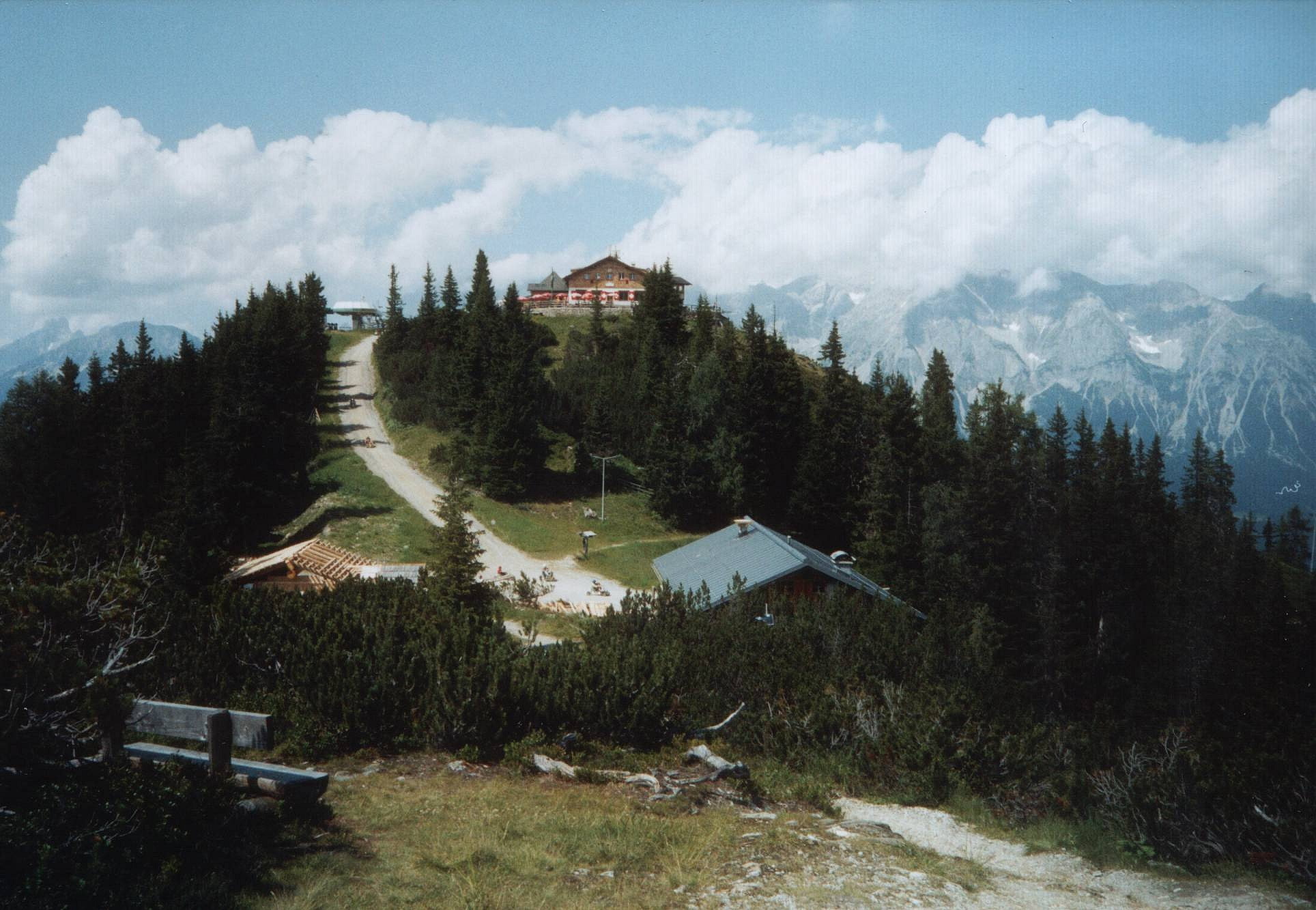

霍赫武爾岑山（德語：Hochwurzen），是奧地利的山峰，位於該國東南部，由施泰爾馬克州負責管轄，屬於施拉德明陶恩山脈的一部分，海拔高度1,850米，每年平均降雨量2,029毫米。